# 하코네 관광선

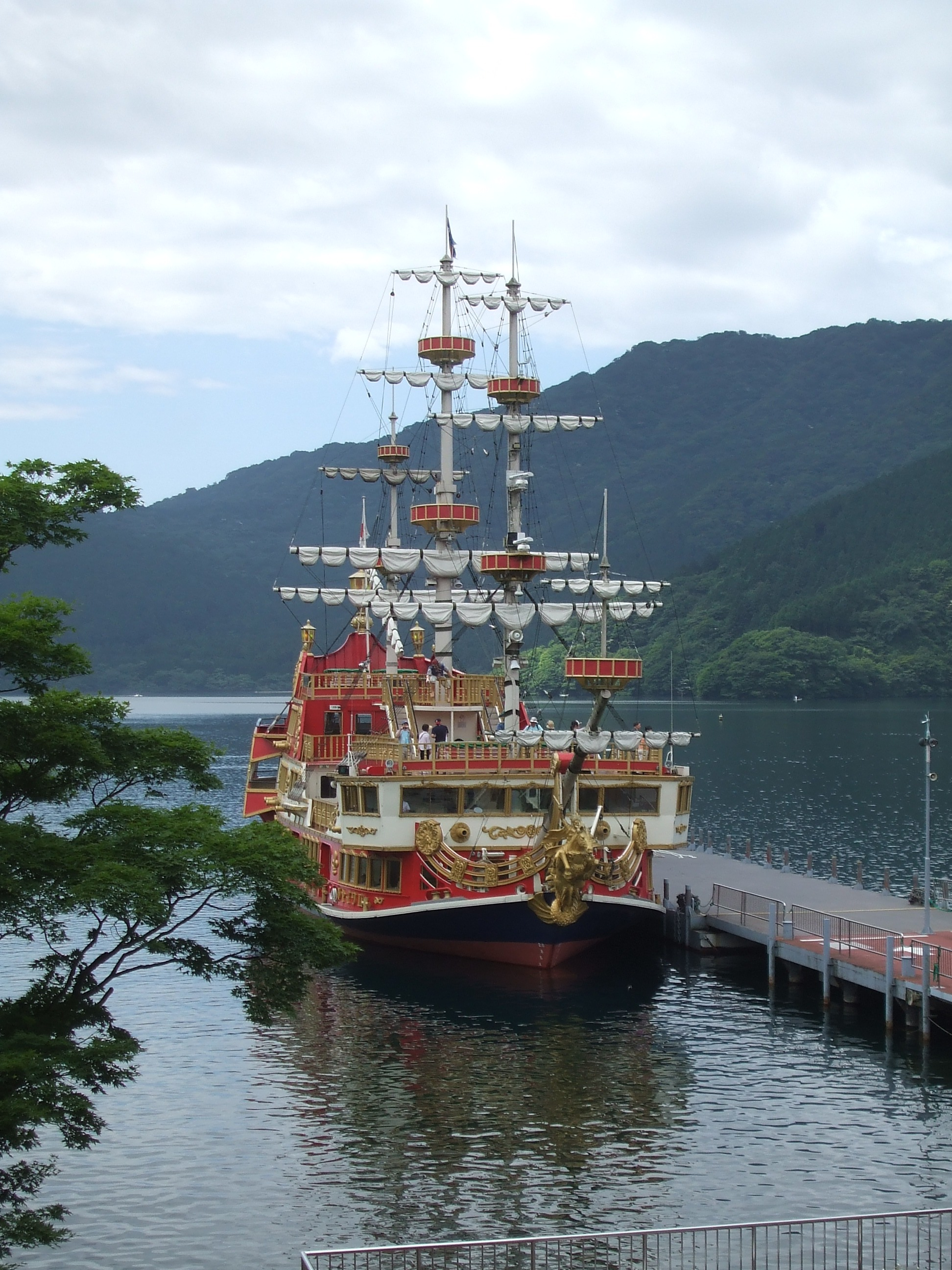
하코네 관광선

하코네 관광선(일본어: 箱根観光船 はこねかんこうせん[*])은 일본 가나가와현 하코네정에 있는 아시노코 호수 (아시노 호) 위에서 하코네 관광선 주식회사가 운항하는 관광 여객선이다. 현역의 유람선 3척은 모두가 중세 유럽의 해적선 모습을 본떠서 만들어졌다. 그들 유람선은 해안부에 있는 조선소에서 제작된 뒤에 분해, 수송되어 호반에서 다시 조립되었다. 그들 유람선은 레이다를 갖추어 있지만 기후 상황에 따라 결항할 경우도 있다. 기항지 로서는 도겐다이 항, 모토하코네 항 및 하코네마치 항이 있으며 3개소를 순환 운항한다. 도겐다이 항 에서는 하코네 로프웨이 로 갈아탈 수 있다. 그외 아시노코의 유람선으로서는 이즈 하코네 철도가 운항하는 아시노코 유람선이 있다.